# جان الثامن، كونت فندوم
جان الثامن (بالفرنسية: Jean VIII de Bourbon-Vendôme)‏ (ح. 1425 - 6 يناير 1477)؛ كان كونت فندوم من 1466 حتى وفاته؛ هو فرد من أسرة بوربون؛ هو ابن لويس، كونت فندوم وجين دي لافال عمة الملكة جين زوجة الثانية لـ ريناتو الأول ملك نابولي.
تزوج من إيزابيل دي بيوفاو ابنة لويس دي بيوفاو، إقطاعي أنجو؛ وكان لديهم ثمانية أبناء:-
- جين؛ تزوجت من جيلبرت، كونت غراندبر.
- كاثرين؛ تزوجت من جيلبرت دي شابان.
- جين؛ تزوجت من جان الثاني، دوق بوربون؛ ثم من جان الثالث، كونت أوفرن.
- رينيه؛ راهبة.
- فرانسوا، كونت فندوم (1495-1470)؛ خلف والده.
- لويس؛ أمير لا روش سور يون.
- إيزابيل؛ راهبة.

أيضا لديه أبناء غير شرعيين:-
- لويس، أسقف أفرانش.
- جاك، حاكم فالوا وفرماندوا (1524-1455)؛ والد كاثرين دي بوربون جدة لأب لـ غابرييل دي إستري عشيقة هنري الرابع ملك فرنسا لاحقاً.